# 霍德班克

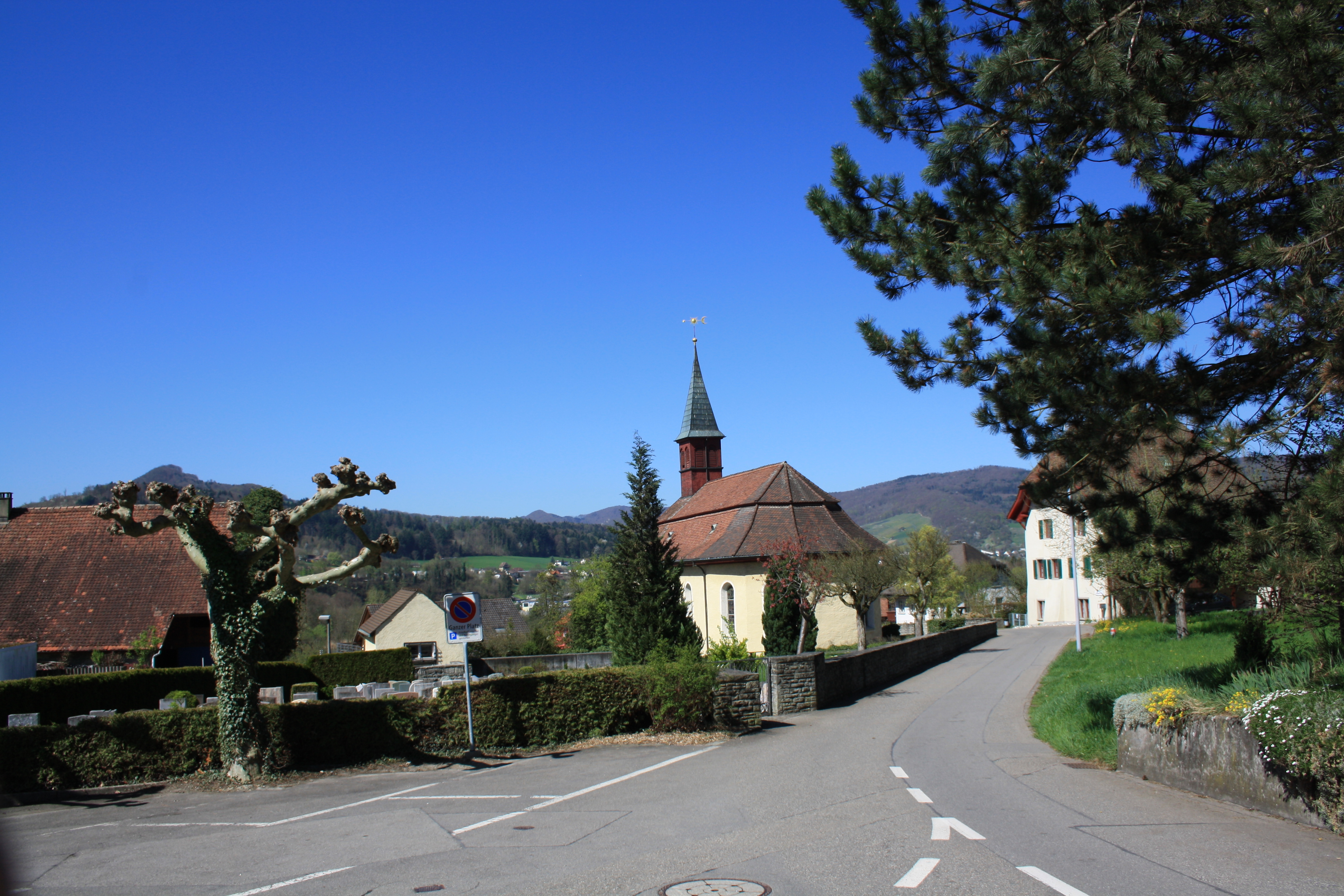

霍德班克是瑞士的城鎮，位於該國北部，由阿爾高州負責管轄，面積2.32平方公里，海拔高度365米，2012年人口997，一半人口信奉基督教，人口密度每平方公里430人。